# The Marine 2
The Marine 2 (titulada El marino 2 en Hispanoamérica y Persecución extrema 2 en España), es una película de acción protagonizada por Ted DiBiase. Es un filme de los estudios WWE, y es la secuela de The Marine, protagonizada por John Cena en 2006. Su rodaje terminó a fines de 2008 y se estrenó el 29 de diciembre de 2009 en los Estados Unidos.

## Antecedentes
The Marine 2 está inspirada en hechos reales basados en el secuestro del Dos Palmas Resort de Bahía Honda en Filipinas el 27 de mayo de 2001 por el grupo yihadista de Abu Sayyaf.

## Sinopsis
Joe Linwood (Ted DiBiase), es un marino francotirador que intenta rescatar a su esposa Robin (Lara Cox), que fue secuestrada de su hotel por rebeldes locales. Los Linwood están de vacaciones en el lujoso resort de Tailandia cuando los terroristas invaden el complejo durante la inauguración del hotel. Linwood escapa del ataque inicial y debe encontrar una manera de salvar a su esposa y a los demás rehenes.

## Elenco
- Ted DiBiase: Joe Linwood
- Temuera Morrison: Damo
- Lara Cox: Robin Linwood
- Robert Coleby: Darren Conner
- Michael Rooker: Church
- Kelly B. Jones: Cynthia
- Sahajak Boonthanakit: Shoal
- Dom Hetrakul: Calob
- Marina Ponomareva: Lexi
- Levern Gibbs: Spotter
- Tsyun Malherbe: Joven turista
- Able Wanamakok: Reportero de TV
- Thienchai Jayasvasit: Thickest
- Kawee Sirikanaerut: Bantoc
- Pongsanart Vinsiri: Comandante militar

## Producción
Randy Orton fue considerado para el papel de Joe Linwood. Orton se retiró del filme a causa de una lesión en la clavícula y fue reemplazado por Ted DiBiase, Jr. La película se filmó en Bangkok y Phuket, Tailandia, en 47 días, del 5 de noviembre al 22 de diciembre de 2008.